# Walter Runciman
Walter Runciman, 1. vikomt Runciman z Doxfordu (19. listopadu 1870 – 14. listopadu 1949) byl britský vikomt a politik. V srpnu a září roku 1938 vedl diplomatickou misi Velké Británie do Československa, která měla zprostředkovat jednání mezi Sudetoněmeckou stranou a československou vládou (tzv. Runcimanova mise). Jeho synem byl britský historik Steven Runciman.

## Politika
Runciman byl poprvé zvolen jako člen anglického parlamentu v doplňujících volbách do zastupitelstva pro Oldham v roce 1899. Ve volbách porazil konzervativce Jamese Mawdsleyho a Winstona Churchilla. Po volbách Runciman vzkázal Churchillovi: „Don't worry, I don't think this is the last the country has heard of either of us.". Následující volby v roce 1900 stál Runciman znovu proti Churchillovi a prohrál.

## Runcimanova mise
Od politické kariéry se Runciman v roce 1938 odpoutal, když ho premiér Spojeného království Chamberlain poslal do Československa, aby zjistil, jaká je situace mezi československou vládou a sudetoněmeckými obyvateli v Sudetech. Na začátku své mise se přikláněl k švýcarskému modelu a preferoval pro Sudety autonomii v rámci Československa. Avšak kvůli propagandě podporované Hitlerovým Německem většina Němců chtěla, aby se sudetoněmečtí obyvatelé stali součástí Třetí říše. Runciman ve své konečné zprávě tento návrh podpořil, čímž podpořil tehdejší politiku appeasementu. Toto prohlášení vedlo k podepsání Mnichovské dohody.
Walter Runciman referoval britské vládě:
| „ | Čeští úředníci a policisté, kteří nemluvili německy vůbec nebo jen velmi špatně, byli ve velkém počtu jmenováni do čistě německých okresů, čeští zemědělští kolonisté byli podporováni v tom, aby se usidlovali na pozemcích předávaných v rámci pozemkové reformy uprostřed německé populace, pro děti těchto českých vetřelců byly ve velkém budovány školy, obecně se věří, že české firmy dostávaly přednost při udělování státních zakázek a že stát poskytoval práci a pomoc Čechům mnohem ochotněji než Němcům. Myslím si, že tyto stížnosti jsou do značné míry oprávněné. Ani v době mé mise jsem u československé vlády nezjistil ochotu k nějaké adekvátní nápravě. Všechny tyto a další stížnosti byly posíleny důsledky hospodářské krize v sudetském průmyslu, který tvoří velmi důležitou součást života obyvatel. Zcela přirozeně byla z následné chudoby obviňována vláda. Z mnoha důvodů, včetně těch shora uvedených, převládal do doby před třemi či čtyřmi lety mezi sudetskými Němci pocit beznaděje. Novou naději jim však poskytl nástup nacistického Německa. Za daných okolností považuji jejich žádost o pomoc u svých soukmenovců a jejich konečné přání připojit se k říši za přirozený vývoj. | “ |
| — | |   |

## Rodina
Walter Runciman z Doxfordu si vzal Hildu, dceru Jamese Cochrana Stevensona, v roce 1898. Měli dva syny a tři dcery. Jejich dcera Margaret Fairweather (vdaná za Douglase Fairweathera, který založil Air Movements Flight v roce 1942, později byla jeho spolupracovnicí) byla první ženou létající na Spitfirech a byla jedna z osmi pilotek vybraných Pauline Gowerovou, aby se přidaly k Air Transport Auxiliary. Margaret se zabila v roce 1944 při přistávání Proctoru. Jejich druhý syn, Sir Steven Runciman, byl historikem. Lord Runciman z Doxfordu zemřel v listopadu 1949 ve věku 78 let a byl pohřben se svým nejstarším synem Walterem. Jeho manželka zemřela v roce 1956 v 87 letech.